# Billet de 100 nouveaux francs Bonaparte
Pour les articles homonymes, voir 100 francs.
Recto
Verso
Chronologie
10 000 francs Bonaparte 100 francs Corneille
Le 100 nouveaux francs Bonaparte est un billet de banque en francs français créé par la Banque de France le 5 mars 1959 et émis le 4 janvier 1960 pour remplacer le 10 000 francs Bonaparte. Il sera suivi par le 100 francs Corneille.

## Historique
Ce billet polychrome imprimé en taille-douce appartient à la série des « personnalités célèbres » qui ont conduit à la création de la France en tant qu’État moderne. Les autres personnalités sont : Victor Hugo, Richelieu et Henri IV. 
Ce billet comprend l'abréviation « NF » pour « nouveaux francs ».
Imprimé de mars 1959 à avril 1964, ce billet cesse d'avoir cours légal le 30 avril 1971.
Son tirage total est de 745 000 000 exemplaires.

## Description
La vignette est identique au 10 000 francs Bonaparte : dans les deux cartouches supérieures, au recto, sont désormais typographiées les mentions « 100 NF » et « Cent nouveaux francs », conformément à la réforme de 1958.
Au verso, « 10 000 » est remplacé par « 100 ».

## Affaire Bojarski
Le billet de 100 nouveaux francs Bonaparte a fait la réputation du faussaire Ceslaw Bojarski, qui était parvenu à réaliser lui-même au début des années 1960 des copies du billet avec une excellente fidélité par rapport à l'original.